# Junghuhnia
Junghuhnia Corda (płaskoporka) – rodzaj grzybów z rodziny ząbkowcowatych (Steccherinaceae).

## Charakterystyka
Grzyby kortycjoidalne o owocniku rocznym lub wieloletnim, rozpostartym lub rozpostarto-odgiętym. Hymenofor rurkowaty, o zmiennej barwie i małych, porach o kształcie od okrągłego do nieregularnego. System strzępkowy dimityczny z przewagą grubościennych strzępek szkieletowych. Strzępki generatywne cienkościenne, szkliste, ze sprzążkami. Występują szkieletocystydy z inkrustowaną częścią wierzchołkową, powstające w tramie i wystające ponad warstwę hymenium. Podstawki maczugowate, 4-sterygmowe ze sprzążką bazalną. Bazydiospory cylindryczne lub elipsoidalne, gładkie, cienkościenne, szkliste, nieamyloidalne. Grzyby saprotroficzne występujące na martwym drewnie drzew iglastych i liściastych i powodujące białą zgniliznę drewna.
Junghuhnia jest bardzo blisko spokrewniona ze Steccherinum, ma te same struktury mikroskopijne i odróżnia się tylko rurkowatym hymenoforem. Przez niektórych mykologów (Miettinen i Ryvarden 2016, Westphalen i in. 2018) Junghuhnia traktowana jest jako synonim Steccherinum.

## Systematyka i nazewnictwo
Pozycja w klasyfikacji według Index Fungorum: Meruliaceae, Polyporales, Incertae sedis, Agaricomycetes, Agaricomycotina, Basidiomycota, Fungi.
Synonimy naukowe: Aschersonia Endl., Chaetoporus P. Karst., Laschia Jungh., Metuloidea G. Cunn.
W polskim piśmiennictwie mykologicznym niektóre gatunki rodzaju Junghuhnia opisywane były jako włosak, ząbkowiec lub żagiew, a Władysław Wojewoda dla gatunków tego rodzaju w 2003 r. zaproponował polską nazwę porokolczak (przyjmując ujęcie taksonomiczne w którym zaliczane one były do rodzaju Irpex). Wszystkie te polskie nazwy są niespójne z aktualną nazwą naukową według Index Fungorum. Inni polscy mykolodzy zaproponowali dla rodzaju Junghuhnia nazwę płaskoporka.
Gatunki występujące w Polsce
- Junghuhnia collabens (Fr.) Ryvarden – tzw. porokolczak ceglasty
- Junghuhnia nitida (Pers.) Ryvarden – tzw. porokolczak lśniący

Nazwy naukowe na podstawie Index Fungorum. Nazwy polskie według W. Wojewody.